# Anímic
Anímic és un grup musical de gènere dark−folk−pop. Iniciat el 2003, els components principals són Ferran Palau, Louise Sansom, Núria Monés, Juanjo Montañés i Miquel Plana.
El 2007 publiquen Hau o Hïu amb el que es donen a conèixer en sectors més amplis de públic, tot i que portaven des del 2004 publicant referències amb llicència Creative Commons i sempre sota Les Petites Coses Records com Teràpia musical (2004). L'any 2009 van publicar Himalaya amb el que van rebre molt bones crítiques per haver depurat l'estil minimalista. Durant la preparació de l'àlbum Hannah (2010), Raül Cuevas (Nanouk Produccions) va rodar un documental que es va estrenar al festival "In-Edit Beefeater" sota el títol de From Texas to Arbúcies. La revista Mondosonoro també els va col·locar entre els millors de l'any.
El setembre 2013 van publicar Hannibal, de nou coeditat entre BCore Disc i Les Petites Coses Records. El disc va suposar un gir estilístic, endinsant-se en sonoritats més obscures i denses. Al febrer de 2017 Anímic publiquen el seu sisè àlbum, Skin.

## Discografia
- Plou massa poc (Les Petites Coses, 2006)
- Hau o Hïu (Les Petites Coses, 2007)[3]
- Himalaya (Les Petites Coses, 2009)[4]
- Hannah (BCore Disc / Les Petites Coses, 2011)[5]
- Hannibal (BCore Disc / Les Petites Coses, 2013)[7]
- Skin (BCore Disc / Les Petites Coses, 2017)